# NGC 7096
NGC 7096 (другие обозначения — IC 5121, PGC 67168, ESO 107-46, AM 2137-640, IRAS21373-6408) — спиральная галактика (Sa) в созвездии Индеец.
Этот объект входит в число перечисленных в оригинальной редакции «Нового общего каталога».